# 駄目押し
駄目押し（だめおし）とは、もともとは囲碁用語の一つである。
囲碁の終局後に、どちらの陣地にもならない領域をダメと言い、念のため、ダメを埋めて地を分かりやすくするために石を置くことを駄目押しという。ここから派生して、既に勝負が決まっている時に、さらに勝負を確実にするために念を押すことを駄目押しというようになった。
野球やサッカーの試合では、勝敗の大勢が決した後にさらに追加点を加えた場合に使われ、駄目押しのホームランとか駄目押しのゴールなどと表現される。これは、さらに相手を突き放す展開へと導き、とどめをさすことになるので評価される。
一方、大相撲の取組では、相手が土俵を割ったり土俵上に手を付いたり等で、勝負が既に決まっているにもかかわらず、さらに相手を押したり倒したりすることを駄目押しという。これは無駄な行為であるとともに相手に怪我を負わせることもあり、更には既に力を抜いている相手に駄目押しをすると普段以上に相手が吹き飛ぶ為、土俵下の客や審判も危険であるという事から大相撲では好ましくない行為とされ非難の対象となる。
特に、2008年（平成20年）5月場所・千秋楽の結びの一番においては、東横綱・朝青龍は西横綱・白鵬を引き落としで制した後、既に土俵上に倒れていた白鵬を両手で思わず強く突いてしまう。この駄目押しに白鵬が逆上し、立ち上がりながら右肩を朝青龍の体にぶつけて押し返したため、両者は土俵上で怒りの形相でにらみ合い、一触即発のムードとなった。
当初北の湖理事長は「朝青龍の突きは流れで有り、駄目押しでない。怒った白鵬が悪い」との理由で白鵬の師匠・宮城野親方のみに注意。しかし横綱審議委員会は「その直後に、横綱同士が土俵上で睨み合うのは喧嘩両成敗だ。白鵬だけが悪いとの考えはおかしい」と進言。後日日本相撲協会からはこの行為に対して、朝青龍と白鵬の横綱二人にそれぞれ厳重注意処分となった。
ただし、古代の相撲では駄目押しは好ましくない行為とはされなかった。日本書紀に残る、野見宿禰と当麻蹴速によって行われた試合の記録によれば、宿禰は倒れた蹴速に踏み付けの追撃を行い、蹴速の腰骨を踏み折って殺害している。この勝負の結果、宿禰は所領を得、垂仁天皇への仕官がかなったと記述されていることから、少なくとも日本書紀が書かれた時代には、駄目押しが非難の対象と考えられていなかったことが推察される。